# Ród Beauharnais

Pierwotny herb rodu

Ród de Beauharnais − francuska rodzina szlachecka, pochodząca z terenów dzisiejszej Bretanii. Początkowo niewiele znaczący, podczas Ancien régime jego członkowie osiągali coraz bardziej eksponowane stanowiska, m.in. jako gubernatorowie kolonii francuskich w Ameryce. W czasie I Cesarstwa, ród zyskał na znaczeniu dzięki spowinowaceniu z rodem panującym. Następnie jego członkowie osiągnęli pozycję książąt i parów cesarstwa, co pozwoliło im zawierać małżeństwa z rodzinami szlacheckimi Włoch, Badenii, Niemiec, Brazylii i Portugalii.

## Historia

Herb książąt Leuchtenberg i Eichstätt

Ród Beauharnais wywodził się z księstwa Bretanii. Pod koniec XIV wieku jego przedstawiciele przenieśli się do Orleanu. Podczas oblężenia miasta w 1429, Jehan Beauharnais, najwcześniejszy widniejący w źródłach protoplasta rodu jako mer zarządzał jego obroną. Kilka lat później w czasie procesu rehabilitacyjnego Joanny d’Arc, występował jako jej obrońca. Przez wiele lat członkowie rodu byli rekrutowani na urzędników, wojskowych i sędziów z których jeden był dziekanem na Uniwersytecie Prawa w Orleanie.
Pod koniec XVI w. do końca XVII w., najczęściej przewijającym się przez karty historii przedstawicielem rodu był Franciszek III de Beauharnais(1600–1681), pan Grillère (obecnie gmina Vouzon, w departamencie Loir-et-Cher).
Pod koniec XVII wieku, urząd generała-porucznika z Okręgu Orleanu został przekazany kolejnemu z członków rodu Beauharnais. Franciszek de Beauharnais (1665–1746), z woli króla Ludwika XIV, stał się Zarządcą (intendentem) Nowej Francji, (dzisiejszej Kanady), gdzie w 1707 przyznano mu dwór. Jego bratanek, również Franciszek, został mianowany admirałem wojsk królewskich, a następnie gubernatorem Martyniki.

Herb książąt Romanowskich

20 kwietnia 1752, Franciszek, markiz de Beauharnais (1714–1800), gubernator Martyniki, prapradziadek przyszłego Napoleona III, kupił posiadłość ziemską La Ferte-Avrain w Sologne. Łączy swe ziemie i tytułem patentu królewskiego w 1764 zostaje markizem de la Ferte-Beauharnais. Miasteczko o tej nazwie istnieje do dziś w departamencie Loir-et-Cher.

## Znani członkowie rodu
- Aleksander de Beauharnais (1760–1794), wicehrabia, generał czasów rewolucji francuskiej, pierwszy mąż cesarzowej Józefiny.
- Eugeniusz de Beauharnais (1781–1824), generał francuski, wicekról Italii, książę Wenecji, wielki książę Frankfurtu, książę hrabstwa Leuchtenberg i Eichstätt
- Hortensja de Beauharnais (1783–1837), królowa Holandii, jako żona Ludwika Bonapartego i matka króla Holandii Napoleona Ludwika oraz cesarza Francji Napoleona III.
- Józefina de Beauharnais(1807–1876) – królowa Szwecji i Norwegii, jako żona Oskara I Bernadotte
- Amalia de Beauharnais (1812–1873), cesarzowa Brazylii, jako żona Piotra I Braganzy
- Maksymilian de Beauharnais (1817–1852), mąż Marii Romanow, córki cara Mikołaja I, który nadał mu tytuł księcia Romanowskiego.

## Drzewo genealogiczne rodu Beauharnais
|                                                                    |                                                                    |                                                                    |                                                                    |                                                                    |                                                                    |  |  | Klaudiusz de Beauharnais 1680–1738 pan na Beaumont | Klaudiusz de Beauharnais 1680–1738 pan na Beaumont | Klaudiusz de Beauharnais 1680–1738 pan na Beaumont | Klaudiusz de Beauharnais 1680–1738 pan na Beaumont | Klaudiusz de Beauharnais 1680–1738 pan na Beaumont | Klaudiusz de Beauharnais 1680–1738 pan na Beaumont |                           |                           | Renée Hardouineau                                            | Renée Hardouineau                                            | Renée Hardouineau                                            | Renée Hardouineau                                            | Renée Hardouineau                                            | Renée Hardouineau                                            |                                                      |                                                      |                                                               |                                                               |                                                               |                                                               |                                                               |                                                               |                                                               |                                                               |                                                               |                                                               |                                   |                                   |                                                    |                                                    |                                                    |                                                    |                                                       |                                                       |                                                       |                                                       |                                                       |                                                       |                        |                        |                                    |                                    |                                    |                                    |                                    |                                    |                                   |                                   |                                            |                                            |                                            |                                            |                                            |                                            |                                |                                |                                                        |                                                        |                                                        |                                                        |                                                        |                                                        |                                  |                                  |                                             |                                             |                                             |                                             |                                             |                                             |  |  |                                        |                                        |                                        |                                        |                                        |                                        |  |  |                                                          |                                                          |                                                          |                                                          |                                                          |                                                          |                                                         |                                                         |                                                         |                                                         |                                                    |                                                    |                                                    |                                                    |                            |                            |                                  |                                  |                                  |                                  |                                  |                                  |  |  |  |  |
|                                                                    |                                                                    |                                                                    |                                                                    |                                                                    |                                                                    |  |  | Klaudiusz de Beauharnais 1680–1738 pan na Beaumont | Klaudiusz de Beauharnais 1680–1738 pan na Beaumont | Klaudiusz de Beauharnais 1680–1738 pan na Beaumont | Klaudiusz de Beauharnais 1680–1738 pan na Beaumont | Klaudiusz de Beauharnais 1680–1738 pan na Beaumont | Klaudiusz de Beauharnais 1680–1738 pan na Beaumont |                           |                           | Renée Hardouineau                                            | Renée Hardouineau                                            | Renée Hardouineau                                            | Renée Hardouineau                                            | Renée Hardouineau                                            | Renée Hardouineau                                            |                                                      |                                                      |                                                               |                                                               |                                                               |                                                               |                                                               |                                                               |                                                               |                                                               |                                                               |                                                               |                                   |                                   |                                                    |                                                    |                                                    |                                                    |                                                       |                                                       |                                                       |                                                       |                                                       |                                                       |                        |                        |                                    |                                    |                                    |                                    |                                    |                                    |                                   |                                   |                                            |                                            |                                            |                                            |                                            |                                            |                                |                                |                                                        |                                                        |                                                        |                                                        |                                                        |                                                        |                                  |                                  |                                             |                                             |                                             |                                             |                                             |                                             |  |  |                                        |                                        |                                        |                                        |                                        |                                        |  |  |                                                          |                                                          |                                                          |                                                          |                                                          |                                                          |                                                         |                                                         |                                                         |                                                         |                                                    |                                                    |                                                    |                                                    |                            |                            |                                  |                                  |                                  |                                  |                                  |                                  |  |  |  |  |
|                                                                    |                                                                    |                                                                    |                                                                    |                                                                    |                                                                    |  |  |                                                    |                                                    |                                                    |                                                    |                                                    |                                                    |                           |                           |                                                              |                                                              |                                                              |                                                              |                                                              |                                                              |                                                      |                                                      |                                                               |                                                               |                                                               |                                                               |                                                               |                                                               |                                                               |                                                               |                                                               |                                                               |                                   |                                   |                                                    |                                                    |                                                    |                                                    |                                                       |                                                       |                                                       |                                                       |                                                       |                                                       |                        |                        |                                    |                                    |                                    |                                    |                                    |                                    |                                   |                                   |                                            |                                            |                                            |                                            |                                            |                                            |                                |                                |                                                        |                                                        |                                                        |                                                        |                                                        |                                                        |                                  |                                  |                                             |                                             |                                             |                                             |                                             |                                             |  |  |                                        |                                        |                                        |                                        |                                        |                                        |  |  |                                                          |                                                          |                                                          |                                                          |                                                          |                                                          |                                                         |                                                         |                                                         |                                                         |                                                    |                                                    |                                                    |                                                    |                            |                            |                                  |                                  |                                  |                                  |                                  |                                  |  |  |  |  |
|                                                                    |                                                                    |                                                                    |                                                                    |                                                                    |                                                                    |  |  |                                                    |                                                    |                                                    |                                                    |                                                    |                                                    |                           |                           |                                                              |                                                              |                                                              |                                                              |                                                              |                                                              |                                                      |                                                      |                                                               |                                                               |                                                               |                                                               |                                                               |                                                               |                                                               |                                                               |                                                               |                                                               |                                   |                                   |                                                    |                                                    |                                                    |                                                    |                                                       |                                                       |                                                       |                                                       |                                                       |                                                       |                        |                        |                                    |                                    |                                    |                                    |                                    |                                    |                                   |                                   |                                            |                                            |                                            |                                            |                                            |                                            |                                |                                |                                                        |                                                        |                                                        |                                                        |                                                        |                                                        |                                  |                                  |                                             |                                             |                                             |                                             |                                             |                                             |  |  |                                        |                                        |                                        |                                        |                                        |                                        |  |  |                                                          |                                                          |                                                          |                                                          |                                                          |                                                          |                                                         |                                                         |                                                         |                                                         |                                                    |                                                    |                                                    |                                                    |                            |                            |                                  |                                  |                                  |                                  |                                  |                                  |  |  |  |  |
| Franciszek V de Beauharnais 1714–1800 markiz de Ferté-Beauharnais  | Franciszek V de Beauharnais 1714–1800 markiz de Ferté-Beauharnais  | Franciszek V de Beauharnais 1714–1800 markiz de Ferté-Beauharnais  | Franciszek V de Beauharnais 1714–1800 markiz de Ferté-Beauharnais  | Franciszek V de Beauharnais 1714–1800 markiz de Ferté-Beauharnais  | Franciszek V de Beauharnais 1714–1800 markiz de Ferté-Beauharnais  |  |  | Henrietta Pyvart de Chastillé 1722–1767            | Henrietta Pyvart de Chastillé 1722–1767            | Henrietta Pyvart de Chastillé 1722–1767            | Henrietta Pyvart de Chastillé 1722–1767            | Henrietta Pyvart de Chastillé 1722–1767            | Henrietta Pyvart de Chastillé 1722–1767            |                           |                           |                                                              |                                                              |                                                              |                                                              |                                                              |                                                              |                                                      |                                                      | Klaudiusz de Beauharnais 1717–1784 hrabia des Roches-Baritaud | Klaudiusz de Beauharnais 1717–1784 hrabia des Roches-Baritaud | Klaudiusz de Beauharnais 1717–1784 hrabia des Roches-Baritaud | Klaudiusz de Beauharnais 1717–1784 hrabia des Roches-Baritaud | Klaudiusz de Beauharnais 1717–1784 hrabia des Roches-Baritaud | Klaudiusz de Beauharnais 1717–1784 hrabia des Roches-Baritaud |                                                               |                                                               | Anna Mouchard de Chaban 1738–1813                             | Anna Mouchard de Chaban 1738–1813                             | Anna Mouchard de Chaban 1738–1813 | Anna Mouchard de Chaban 1738–1813 | Anna Mouchard de Chaban 1738–1813                  | Anna Mouchard de Chaban 1738–1813                  |                                                    |                                                    |                                                       |                                                       |                                                       |                                                       |                                                       |                                                       |                        |                        |                                    |                                    |                                    |                                    |                                    |                                    |                                   |                                   |                                            |                                            |                                            |                                            |                                            |                                            |                                |                                |                                                        |                                                        |                                                        |                                                        |                                                        |                                                        |                                  |                                  |                                             |                                             |                                             |                                             |                                             |                                             |  |  |                                        |                                        |                                        |                                        |                                        |                                        |  |  |                                                          |                                                          |                                                          |                                                          |                                                          |                                                          |                                                         |                                                         |                                                         |                                                         |                                                    |                                                    |                                                    |                                                    |                            |                            |                                  |                                  |                                  |                                  |                                  |                                  |  |  |  |  |
| Franciszek V de Beauharnais 1714–1800 markiz de Ferté-Beauharnais  | Franciszek V de Beauharnais 1714–1800 markiz de Ferté-Beauharnais  | Franciszek V de Beauharnais 1714–1800 markiz de Ferté-Beauharnais  | Franciszek V de Beauharnais 1714–1800 markiz de Ferté-Beauharnais  | Franciszek V de Beauharnais 1714–1800 markiz de Ferté-Beauharnais  | Franciszek V de Beauharnais 1714–1800 markiz de Ferté-Beauharnais  |  |  | Henrietta Pyvart de Chastillé 1722–1767            | Henrietta Pyvart de Chastillé 1722–1767            | Henrietta Pyvart de Chastillé 1722–1767            | Henrietta Pyvart de Chastillé 1722–1767            | Henrietta Pyvart de Chastillé 1722–1767            | Henrietta Pyvart de Chastillé 1722–1767            |                           |                           |                                                              |                                                              |                                                              |                                                              |                                                              |                                                              |                                                      |                                                      | Klaudiusz de Beauharnais 1717–1784 hrabia des Roches-Baritaud | Klaudiusz de Beauharnais 1717–1784 hrabia des Roches-Baritaud | Klaudiusz de Beauharnais 1717–1784 hrabia des Roches-Baritaud | Klaudiusz de Beauharnais 1717–1784 hrabia des Roches-Baritaud | Klaudiusz de Beauharnais 1717–1784 hrabia des Roches-Baritaud | Klaudiusz de Beauharnais 1717–1784 hrabia des Roches-Baritaud |                                                               |                                                               | Anna Mouchard de Chaban 1738–1813                             | Anna Mouchard de Chaban 1738–1813                             | Anna Mouchard de Chaban 1738–1813 | Anna Mouchard de Chaban 1738–1813 | Anna Mouchard de Chaban 1738–1813                  | Anna Mouchard de Chaban 1738–1813                  |                                                    |                                                    |                                                       |                                                       |                                                       |                                                       |                                                       |                                                       |                        |                        |                                    |                                    |                                    |                                    |                                    |                                    |                                   |                                   |                                            |                                            |                                            |                                            |                                            |                                            |                                |                                |                                                        |                                                        |                                                        |                                                        |                                                        |                                                        |                                  |                                  |                                             |                                             |                                             |                                             |                                             |                                             |  |  |                                        |                                        |                                        |                                        |                                        |                                        |  |  |                                                          |                                                          |                                                          |                                                          |                                                          |                                                          |                                                         |                                                         |                                                         |                                                         |                                                    |                                                    |                                                    |                                                    |                            |                            |                                  |                                  |                                  |                                  |                                  |                                  |  |  |  |  |
|                                                                    |                                                                    |                                                                    |                                                                    |                                                                    |                                                                    |  |  |                                                    |                                                    |                                                    |                                                    |                                                    |                                                    |                           |                           |                                                              |                                                              |                                                              |                                                              |                                                              |                                                              |                                                      |                                                      |                                                               |                                                               |                                                               |                                                               |                                                               |                                                               |                                                               |                                                               |                                                               |                                                               |                                   |                                   |                                                    |                                                    |                                                    |                                                    |                                                       |                                                       |                                                       |                                                       |                                                       |                                                       |                        |                        |                                    |                                    |                                    |                                    |                                    |                                    |                                   |                                   |                                            |                                            |                                            |                                            |                                            |                                            |                                |                                |                                                        |                                                        |                                                        |                                                        |                                                        |                                                        |                                  |                                  |                                             |                                             |                                             |                                             |                                             |                                             |  |  |                                        |                                        |                                        |                                        |                                        |                                        |  |  |                                                          |                                                          |                                                          |                                                          |                                                          |                                                          |                                                         |                                                         |                                                         |                                                         |                                                    |                                                    |                                                    |                                                    |                            |                            |                                  |                                  |                                  |                                  |                                  |                                  |  |  |  |  |
|                                                                    |                                                                    |                                                                    |                                                                    |                                                                    |                                                                    |  |  |                                                    |                                                    |                                                    |                                                    |                                                    |                                                    |                           |                           |                                                              |                                                              |                                                              |                                                              |                                                              |                                                              |                                                      |                                                      |                                                               |                                                               |                                                               |                                                               |                                                               |                                                               |                                                               |                                                               |                                                               |                                                               |                                   |                                   |                                                    |                                                    |                                                    |                                                    |                                                       |                                                       |                                                       |                                                       |                                                       |                                                       |                        |                        |                                    |                                    |                                    |                                    |                                    |                                    |                                   |                                   |                                            |                                            |                                            |                                            |                                            |                                            |                                |                                |                                                        |                                                        |                                                        |                                                        |                                                        |                                                        |                                  |                                  |                                             |                                             |                                             |                                             |                                             |                                             |  |  |                                        |                                        |                                        |                                        |                                        |                                        |  |  |                                                          |                                                          |                                                          |                                                          |                                                          |                                                          |                                                         |                                                         |                                                         |                                                         |                                                    |                                                    |                                                    |                                                    |                            |                            |                                  |                                  |                                  |                                  |                                  |                                  |  |  |  |  |
| Aleksander de Beauharnais 1760–1794 wicehrabia Beauharnais         | Aleksander de Beauharnais 1760–1794 wicehrabia Beauharnais         | Aleksander de Beauharnais 1760–1794 wicehrabia Beauharnais         | Aleksander de Beauharnais 1760–1794 wicehrabia Beauharnais         | Aleksander de Beauharnais 1760–1794 wicehrabia Beauharnais         | Aleksander de Beauharnais 1760–1794 wicehrabia Beauharnais         |  |  | Józefina Tascher de la Pagerie 1763–1814           | Józefina Tascher de la Pagerie 1763–1814           | Józefina Tascher de la Pagerie 1763–1814           | Józefina Tascher de la Pagerie 1763–1814           | Józefina Tascher de la Pagerie 1763–1814           | Józefina Tascher de la Pagerie 1763–1814           |                           |                           | Napoleon I Bonaparte 1769–1821 cesarz Francuzów i król Włoch | Napoleon I Bonaparte 1769–1821 cesarz Francuzów i król Włoch | Napoleon I Bonaparte 1769–1821 cesarz Francuzów i król Włoch | Napoleon I Bonaparte 1769–1821 cesarz Francuzów i król Włoch | Napoleon I Bonaparte 1769–1821 cesarz Francuzów i król Włoch | Napoleon I Bonaparte 1769–1821 cesarz Francuzów i król Włoch |                                                      |                                                      |                                                               |                                                               |                                                               |                                                               | Klaudiusz de Beauharnais 1756–1819 hrabia des Roches-Baritaud | Klaudiusz de Beauharnais 1756–1819 hrabia des Roches-Baritaud | Klaudiusz de Beauharnais 1756–1819 hrabia des Roches-Baritaud | Klaudiusz de Beauharnais 1756–1819 hrabia des Roches-Baritaud | Klaudiusz de Beauharnais 1756–1819 hrabia des Roches-Baritaud | Klaudiusz de Beauharnais 1756–1819 hrabia des Roches-Baritaud |                                   |                                   | Klaudia de Lezay-Marnésia 1767–1791                | Klaudia de Lezay-Marnésia 1767–1791                | Klaudia de Lezay-Marnésia 1767–1791                | Klaudia de Lezay-Marnésia 1767–1791                | Klaudia de Lezay-Marnésia 1767–1791                   | Klaudia de Lezay-Marnésia 1767–1791                   |                                                       |                                                       |                                                       |                                                       |                        |                        |                                    |                                    |                                    |                                    |                                    |                                    |                                   |                                   |                                            |                                            |                                            |                                            |                                            |                                            |                                |                                |                                                        |                                                        |                                                        |                                                        |                                                        |                                                        |                                  |                                  |                                             |                                             |                                             |                                             |                                             |                                             |  |  |                                        |                                        |                                        |                                        |                                        |                                        |  |  |                                                          |                                                          |                                                          |                                                          |                                                          |                                                          |                                                         |                                                         |                                                         |                                                         |                                                    |                                                    |                                                    |                                                    |                            |                            |                                  |                                  |                                  |                                  |                                  |                                  |  |  |  |  |
| Aleksander de Beauharnais 1760–1794 wicehrabia Beauharnais         | Aleksander de Beauharnais 1760–1794 wicehrabia Beauharnais         | Aleksander de Beauharnais 1760–1794 wicehrabia Beauharnais         | Aleksander de Beauharnais 1760–1794 wicehrabia Beauharnais         | Aleksander de Beauharnais 1760–1794 wicehrabia Beauharnais         | Aleksander de Beauharnais 1760–1794 wicehrabia Beauharnais         |  |  | Józefina Tascher de la Pagerie 1763–1814           | Józefina Tascher de la Pagerie 1763–1814           | Józefina Tascher de la Pagerie 1763–1814           | Józefina Tascher de la Pagerie 1763–1814           | Józefina Tascher de la Pagerie 1763–1814           | Józefina Tascher de la Pagerie 1763–1814           |                           |                           | Napoleon I Bonaparte 1769–1821 cesarz Francuzów i król Włoch | Napoleon I Bonaparte 1769–1821 cesarz Francuzów i król Włoch | Napoleon I Bonaparte 1769–1821 cesarz Francuzów i król Włoch | Napoleon I Bonaparte 1769–1821 cesarz Francuzów i król Włoch | Napoleon I Bonaparte 1769–1821 cesarz Francuzów i król Włoch | Napoleon I Bonaparte 1769–1821 cesarz Francuzów i król Włoch |                                                      |                                                      |                                                               |                                                               |                                                               |                                                               | Klaudiusz de Beauharnais 1756–1819 hrabia des Roches-Baritaud | Klaudiusz de Beauharnais 1756–1819 hrabia des Roches-Baritaud | Klaudiusz de Beauharnais 1756–1819 hrabia des Roches-Baritaud | Klaudiusz de Beauharnais 1756–1819 hrabia des Roches-Baritaud | Klaudiusz de Beauharnais 1756–1819 hrabia des Roches-Baritaud | Klaudiusz de Beauharnais 1756–1819 hrabia des Roches-Baritaud |                                   |                                   | Klaudia de Lezay-Marnésia 1767–1791                | Klaudia de Lezay-Marnésia 1767–1791                | Klaudia de Lezay-Marnésia 1767–1791                | Klaudia de Lezay-Marnésia 1767–1791                | Klaudia de Lezay-Marnésia 1767–1791                   | Klaudia de Lezay-Marnésia 1767–1791                   |                                                       |                                                       |                                                       |                                                       |                        |                        |                                    |                                    |                                    |                                    |                                    |                                    |                                   |                                   |                                            |                                            |                                            |                                            |                                            |                                            |                                |                                |                                                        |                                                        |                                                        |                                                        |                                                        |                                                        |                                  |                                  |                                             |                                             |                                             |                                             |                                             |                                             |  |  |                                        |                                        |                                        |                                        |                                        |                                        |  |  |                                                          |                                                          |                                                          |                                                          |                                                          |                                                          |                                                         |                                                         |                                                         |                                                         |                                                    |                                                    |                                                    |                                                    |                            |                            |                                  |                                  |                                  |                                  |                                  |                                  |  |  |  |  |
|                                                                    |                                                                    |                                                                    |                                                                    |                                                                    |                                                                    |  |  |                                                    |                                                    |                                                    |                                                    |                                                    |                                                    |                           |                           |                                                              |                                                              |                                                              |                                                              |                                                              |                                                              |                                                      |                                                      |                                                               |                                                               |                                                               |                                                               |                                                               |                                                               |                                                               |                                                               |                                                               |                                                               |                                   |                                   |                                                    |                                                    |                                                    |                                                    |                                                       |                                                       |                                                       |                                                       |                                                       |                                                       |                        |                        |                                    |                                    |                                    |                                    |                                    |                                    |                                   |                                   |                                            |                                            |                                            |                                            |                                            |                                            |                                |                                |                                                        |                                                        |                                                        |                                                        |                                                        |                                                        |                                  |                                  |                                             |                                             |                                             |                                             |                                             |                                             |  |  |                                        |                                        |                                        |                                        |                                        |                                        |  |  |                                                          |                                                          |                                                          |                                                          |                                                          |                                                          |                                                         |                                                         |                                                         |                                                         |                                                    |                                                    |                                                    |                                                    |                            |                            |                                  |                                  |                                  |                                  |                                  |                                  |  |  |  |  |
|                                                                    |                                                                    |                                                                    |                                                                    |                                                                    |                                                                    |  |  |                                                    |                                                    |                                                    |                                                    |                                                    |                                                    |                           |                           |                                                              |                                                              |                                                              |                                                              |                                                              |                                                              |                                                      |                                                      |                                                               |                                                               |                                                               |                                                               |                                                               |                                                               |                                                               |                                                               |                                                               |                                                               |                                   |                                   |                                                    |                                                    |                                                    |                                                    |                                                       |                                                       |                                                       |                                                       |                                                       |                                                       |                        |                        |                                    |                                    |                                    |                                    |                                    |                                    |                                   |                                   |                                            |                                            |                                            |                                            |                                            |                                            |                                |                                |                                                        |                                                        |                                                        |                                                        |                                                        |                                                        |                                  |                                  |                                             |                                             |                                             |                                             |                                             |                                             |  |  |                                        |                                        |                                        |                                        |                                        |                                        |  |  |                                                          |                                                          |                                                          |                                                          |                                                          |                                                          |                                                         |                                                         |                                                         |                                                         |                                                    |                                                    |                                                    |                                                    |                            |                            |                                  |                                  |                                  |                                  |                                  |                                  |  |  |  |  |
| Eugeniusz de Beauharnais 1781–1824 książę Leuchtenberg i Eichstätt | Eugeniusz de Beauharnais 1781–1824 książę Leuchtenberg i Eichstätt | Eugeniusz de Beauharnais 1781–1824 książę Leuchtenberg i Eichstätt | Eugeniusz de Beauharnais 1781–1824 książę Leuchtenberg i Eichstätt | Eugeniusz de Beauharnais 1781–1824 książę Leuchtenberg i Eichstätt | Eugeniusz de Beauharnais 1781–1824 książę Leuchtenberg i Eichstätt |  |  | Augusta Amalia Wittelsbach 1788–1851               | Augusta Amalia Wittelsbach 1788–1851               | Augusta Amalia Wittelsbach 1788–1851               | Augusta Amalia Wittelsbach 1788–1851               | Augusta Amalia Wittelsbach 1788–1851               | Augusta Amalia Wittelsbach 1788–1851               |                           |                           | Hortensja de Beauharnais 1783–1837                           | Hortensja de Beauharnais 1783–1837                           | Hortensja de Beauharnais 1783–1837                           | Hortensja de Beauharnais 1783–1837                           | Hortensja de Beauharnais 1783–1837                           | Hortensja de Beauharnais 1783–1837                           |                                                      |                                                      | Ludwik Bonaparte 1778–1846 król Holandii                      | Ludwik Bonaparte 1778–1846 król Holandii                      | Ludwik Bonaparte 1778–1846 król Holandii                      | Ludwik Bonaparte 1778–1846 król Holandii                      | Ludwik Bonaparte 1778–1846 król Holandii                      | Ludwik Bonaparte 1778–1846 król Holandii                      |                                                               |                                                               | Stefania de Beuharnais 1789–1860                              | Stefania de Beuharnais 1789–1860                              | Stefania de Beuharnais 1789–1860  | Stefania de Beuharnais 1789–1860  | Stefania de Beuharnais 1789–1860                   | Stefania de Beuharnais 1789–1860                   |                                                    |                                                    | Karol Ludwik Badeński 1786–1818 wielki książę Badenii | Karol Ludwik Badeński 1786–1818 wielki książę Badenii | Karol Ludwik Badeński 1786–1818 wielki książę Badenii | Karol Ludwik Badeński 1786–1818 wielki książę Badenii | Karol Ludwik Badeński 1786–1818 wielki książę Badenii | Karol Ludwik Badeński 1786–1818 wielki książę Badenii |                        |                        |                                    |                                    |                                    |                                    |                                    |                                    |                                   |                                   |                                            |                                            |                                            |                                            |                                            |                                            |                                |                                |                                                        |                                                        |                                                        |                                                        |                                                        |                                                        |                                  |                                  |                                             |                                             |                                             |                                             |                                             |                                             |  |  |                                        |                                        |                                        |                                        |                                        |                                        |  |  |                                                          |                                                          |                                                          |                                                          |                                                          |                                                          |                                                         |                                                         |                                                         |                                                         |                                                    |                                                    |                                                    |                                                    |                            |                            |                                  |                                  |                                  |                                  |                                  |                                  |  |  |  |  |
| Eugeniusz de Beauharnais 1781–1824 książę Leuchtenberg i Eichstätt | Eugeniusz de Beauharnais 1781–1824 książę Leuchtenberg i Eichstätt | Eugeniusz de Beauharnais 1781–1824 książę Leuchtenberg i Eichstätt | Eugeniusz de Beauharnais 1781–1824 książę Leuchtenberg i Eichstätt | Eugeniusz de Beauharnais 1781–1824 książę Leuchtenberg i Eichstätt | Eugeniusz de Beauharnais 1781–1824 książę Leuchtenberg i Eichstätt |  |  | Augusta Amalia Wittelsbach 1788–1851               | Augusta Amalia Wittelsbach 1788–1851               | Augusta Amalia Wittelsbach 1788–1851               | Augusta Amalia Wittelsbach 1788–1851               | Augusta Amalia Wittelsbach 1788–1851               | Augusta Amalia Wittelsbach 1788–1851               |                           |                           | Hortensja de Beauharnais 1783–1837                           | Hortensja de Beauharnais 1783–1837                           | Hortensja de Beauharnais 1783–1837                           | Hortensja de Beauharnais 1783–1837                           | Hortensja de Beauharnais 1783–1837                           | Hortensja de Beauharnais 1783–1837                           |                                                      |                                                      | Ludwik Bonaparte 1778–1846 król Holandii                      | Ludwik Bonaparte 1778–1846 król Holandii                      | Ludwik Bonaparte 1778–1846 król Holandii                      | Ludwik Bonaparte 1778–1846 król Holandii                      | Ludwik Bonaparte 1778–1846 król Holandii                      | Ludwik Bonaparte 1778–1846 król Holandii                      |                                                               |                                                               | Stefania de Beuharnais 1789–1860                              | Stefania de Beuharnais 1789–1860                              | Stefania de Beuharnais 1789–1860  | Stefania de Beuharnais 1789–1860  | Stefania de Beuharnais 1789–1860                   | Stefania de Beuharnais 1789–1860                   |                                                    |                                                    | Karol Ludwik Badeński 1786–1818 wielki książę Badenii | Karol Ludwik Badeński 1786–1818 wielki książę Badenii | Karol Ludwik Badeński 1786–1818 wielki książę Badenii | Karol Ludwik Badeński 1786–1818 wielki książę Badenii | Karol Ludwik Badeński 1786–1818 wielki książę Badenii | Karol Ludwik Badeński 1786–1818 wielki książę Badenii |                        |                        |                                    |                                    |                                    |                                    |                                    |                                    |                                   |                                   |                                            |                                            |                                            |                                            |                                            |                                            |                                |                                |                                                        |                                                        |                                                        |                                                        |                                                        |                                                        |                                  |                                  |                                             |                                             |                                             |                                             |                                             |                                             |  |  |                                        |                                        |                                        |                                        |                                        |                                        |  |  |                                                          |                                                          |                                                          |                                                          |                                                          |                                                          |                                                         |                                                         |                                                         |                                                         |                                                    |                                                    |                                                    |                                                    |                            |                            |                                  |                                  |                                  |                                  |                                  |                                  |  |  |  |  |
|                                                                    |                                                                    |                                                                    |                                                                    |                                                                    |                                                                    |  |  |                                                    |                                                    |                                                    |                                                    |                                                    |                                                    |                           |                           |                                                              |                                                              |                                                              |                                                              |                                                              |                                                              |                                                      |                                                      |                                                               |                                                               |                                                               |                                                               |                                                               |                                                               |                                                               |                                                               |                                                               |                                                               |                                   |                                   |                                                    |                                                    |                                                    |                                                    |                                                       |                                                       |                                                       |                                                       |                                                       |                                                       |                        |                        |                                    |                                    |                                    |                                    |                                    |                                    |                                   |                                   |                                            |                                            |                                            |                                            |                                            |                                            |                                |                                |                                                        |                                                        |                                                        |                                                        |                                                        |                                                        |                                  |                                  |                                             |                                             |                                             |                                             |                                             |                                             |  |  |                                        |                                        |                                        |                                        |                                        |                                        |  |  |                                                          |                                                          |                                                          |                                                          |                                                          |                                                          |                                                         |                                                         |                                                         |                                                         |                                                    |                                                    |                                                    |                                                    |                            |                            |                                  |                                  |                                  |                                  |                                  |                                  |  |  |  |  |
|                                                                    |                                                                    |                                                                    |                                                                    |                                                                    |                                                                    |  |  |                                                    |                                                    |                                                    |                                                    |                                                    |                                                    |                           |                           |                                                              |                                                              |                                                              |                                                              |                                                              |                                                              |                                                      |                                                      |                                                               |                                                               |                                                               |                                                               |                                                               |                                                               |                                                               |                                                               |                                                               |                                                               |                                   |                                   |                                                    |                                                    |                                                    |                                                    |                                                       |                                                       |                                                       |                                                       |                                                       |                                                       |                        |                        |                                    |                                    |                                    |                                    |                                    |                                    |                                   |                                   |                                            |                                            |                                            |                                            |                                            |                                            |                                |                                |                                                        |                                                        |                                                        |                                                        |                                                        |                                                        |                                  |                                  |                                             |                                             |                                             |                                             |                                             |                                             |  |  |                                        |                                        |                                        |                                        |                                        |                                        |  |  |                                                          |                                                          |                                                          |                                                          |                                                          |                                                          |                                                         |                                                         |                                                         |                                                         |                                                    |                                                    |                                                    |                                                    |                            |                            |                                  |                                  |                                  |                                  |                                  |                                  |  |  |  |  |
| Józefina de Beauharnais 1807–1876                                  | Józefina de Beauharnais 1807–1876                                  | Józefina de Beauharnais 1807–1876                                  | Józefina de Beauharnais 1807–1876                                  | Józefina de Beauharnais 1807–1876                                  | Józefina de Beauharnais 1807–1876                                  |  |  | Oskar I Bernadotte 1799–1859 król Szwecji          | Oskar I Bernadotte 1799–1859 król Szwecji          | Oskar I Bernadotte 1799–1859 król Szwecji          | Oskar I Bernadotte 1799–1859 król Szwecji          | Oskar I Bernadotte 1799–1859 król Szwecji          | Oskar I Bernadotte 1799–1859 król Szwecji          |                           |                           | Eugenia de Beauharnais 1808–1847                             | Eugenia de Beauharnais 1808–1847                             | Eugenia de Beauharnais 1808–1847                             | Eugenia de Beauharnais 1808–1847                             | Eugenia de Beauharnais 1808–1847                             | Eugenia de Beauharnais 1808–1847                             |                                                      |                                                      | Konstanty 1801–1869 książę Hohenzollern-Hechingen             | Konstanty 1801–1869 książę Hohenzollern-Hechingen             | Konstanty 1801–1869 książę Hohenzollern-Hechingen             | Konstanty 1801–1869 książę Hohenzollern-Hechingen             | Konstanty 1801–1869 książę Hohenzollern-Hechingen             | Konstanty 1801–1869 książę Hohenzollern-Hechingen             |                                                               |                                                               | August de Beauharnais 1810–1835                               | August de Beauharnais 1810–1835                               | August de Beauharnais 1810–1835   | August de Beauharnais 1810–1835   | August de Beauharnais 1810–1835                    | August de Beauharnais 1810–1835                    |                                                    |                                                    | Marii II Braganza królowa Portugalii                  | Marii II Braganza królowa Portugalii                  | Marii II Braganza królowa Portugalii                  | Marii II Braganza królowa Portugalii                  | Marii II Braganza królowa Portugalii                  | Marii II Braganza królowa Portugalii                  |                        |                        | Amelia de Beauharnais 1812–1873    | Amelia de Beauharnais 1812–1873    | Amelia de Beauharnais 1812–1873    | Amelia de Beauharnais 1812–1873    | Amelia de Beauharnais 1812–1873    | Amelia de Beauharnais 1812–1873    |                                   |                                   | Piotr I Braganza 1798–1834 cesarz Brazylii | Piotr I Braganza 1798–1834 cesarz Brazylii | Piotr I Braganza 1798–1834 cesarz Brazylii | Piotr I Braganza 1798–1834 cesarz Brazylii | Piotr I Braganza 1798–1834 cesarz Brazylii | Piotr I Braganza 1798–1834 cesarz Brazylii |                                |                                | Teodolinda de Beauharnais 1814–1857                    | Teodolinda de Beauharnais 1814–1857                    | Teodolinda de Beauharnais 1814–1857                    | Teodolinda de Beauharnais 1814–1857                    | Teodolinda de Beauharnais 1814–1857                    | Teodolinda de Beauharnais 1814–1857                    |                                  |                                  | Wilhelm Wirtemberski 1810–1869 książę Urach | Wilhelm Wirtemberski 1810–1869 książę Urach | Wilhelm Wirtemberski 1810–1869 książę Urach | Wilhelm Wirtemberski 1810–1869 książę Urach | Wilhelm Wirtemberski 1810–1869 książę Urach | Wilhelm Wirtemberski 1810–1869 książę Urach |  |  | Karolina de Beauharmais ur. i zm. 1816 | Karolina de Beauharmais ur. i zm. 1816 | Karolina de Beauharmais ur. i zm. 1816 | Karolina de Beauharmais ur. i zm. 1816 | Karolina de Beauharmais ur. i zm. 1816 | Karolina de Beauharmais ur. i zm. 1816 |  |  | Maksymilian de Beauharnais 1817–1852 książę Leuchtenberg | Maksymilian de Beauharnais 1817–1852 książę Leuchtenberg | Maksymilian de Beauharnais 1817–1852 książę Leuchtenberg | Maksymilian de Beauharnais 1817–1852 książę Leuchtenberg | Maksymilian de Beauharnais 1817–1852 książę Leuchtenberg | Maksymilian de Beauharnais 1817–1852 książę Leuchtenberg |                                                         |                                                         | Maria Nikołajewna Romanowa 1819–1876                    | Maria Nikołajewna Romanowa 1819–1876                    | Maria Nikołajewna Romanowa 1819–1876               | Maria Nikołajewna Romanowa 1819–1876               | Maria Nikołajewna Romanowa 1819–1876               | Maria Nikołajewna Romanowa 1819–1876               |                            |                            |                                  |                                  |                                  |                                  |                                  |                                  |  |  |  |  |
| Józefina de Beauharnais 1807–1876                                  | Józefina de Beauharnais 1807–1876                                  | Józefina de Beauharnais 1807–1876                                  | Józefina de Beauharnais 1807–1876                                  | Józefina de Beauharnais 1807–1876                                  | Józefina de Beauharnais 1807–1876                                  |  |  | Oskar I Bernadotte 1799–1859 król Szwecji          | Oskar I Bernadotte 1799–1859 król Szwecji          | Oskar I Bernadotte 1799–1859 król Szwecji          | Oskar I Bernadotte 1799–1859 król Szwecji          | Oskar I Bernadotte 1799–1859 król Szwecji          | Oskar I Bernadotte 1799–1859 król Szwecji          |                           |                           | Eugenia de Beauharnais 1808–1847                             | Eugenia de Beauharnais 1808–1847                             | Eugenia de Beauharnais 1808–1847                             | Eugenia de Beauharnais 1808–1847                             | Eugenia de Beauharnais 1808–1847                             | Eugenia de Beauharnais 1808–1847                             |                                                      |                                                      | Konstanty 1801–1869 książę Hohenzollern-Hechingen             | Konstanty 1801–1869 książę Hohenzollern-Hechingen             | Konstanty 1801–1869 książę Hohenzollern-Hechingen             | Konstanty 1801–1869 książę Hohenzollern-Hechingen             | Konstanty 1801–1869 książę Hohenzollern-Hechingen             | Konstanty 1801–1869 książę Hohenzollern-Hechingen             |                                                               |                                                               | August de Beauharnais 1810–1835                               | August de Beauharnais 1810–1835                               | August de Beauharnais 1810–1835   | August de Beauharnais 1810–1835   | August de Beauharnais 1810–1835                    | August de Beauharnais 1810–1835                    |                                                    |                                                    | Marii II Braganza królowa Portugalii                  | Marii II Braganza królowa Portugalii                  | Marii II Braganza królowa Portugalii                  | Marii II Braganza królowa Portugalii                  | Marii II Braganza królowa Portugalii                  | Marii II Braganza królowa Portugalii                  |                        |                        | Amelia de Beauharnais 1812–1873    | Amelia de Beauharnais 1812–1873    | Amelia de Beauharnais 1812–1873    | Amelia de Beauharnais 1812–1873    | Amelia de Beauharnais 1812–1873    | Amelia de Beauharnais 1812–1873    |                                   |                                   | Piotr I Braganza 1798–1834 cesarz Brazylii | Piotr I Braganza 1798–1834 cesarz Brazylii | Piotr I Braganza 1798–1834 cesarz Brazylii | Piotr I Braganza 1798–1834 cesarz Brazylii | Piotr I Braganza 1798–1834 cesarz Brazylii | Piotr I Braganza 1798–1834 cesarz Brazylii |                                |                                | Teodolinda de Beauharnais 1814–1857                    | Teodolinda de Beauharnais 1814–1857                    | Teodolinda de Beauharnais 1814–1857                    | Teodolinda de Beauharnais 1814–1857                    | Teodolinda de Beauharnais 1814–1857                    | Teodolinda de Beauharnais 1814–1857                    |                                  |                                  | Wilhelm Wirtemberski 1810–1869 książę Urach | Wilhelm Wirtemberski 1810–1869 książę Urach | Wilhelm Wirtemberski 1810–1869 książę Urach | Wilhelm Wirtemberski 1810–1869 książę Urach | Wilhelm Wirtemberski 1810–1869 książę Urach | Wilhelm Wirtemberski 1810–1869 książę Urach |  |  | Karolina de Beauharmais ur. i zm. 1816 | Karolina de Beauharmais ur. i zm. 1816 | Karolina de Beauharmais ur. i zm. 1816 | Karolina de Beauharmais ur. i zm. 1816 | Karolina de Beauharmais ur. i zm. 1816 | Karolina de Beauharmais ur. i zm. 1816 |  |  | Maksymilian de Beauharnais 1817–1852 książę Leuchtenberg | Maksymilian de Beauharnais 1817–1852 książę Leuchtenberg | Maksymilian de Beauharnais 1817–1852 książę Leuchtenberg | Maksymilian de Beauharnais 1817–1852 książę Leuchtenberg | Maksymilian de Beauharnais 1817–1852 książę Leuchtenberg | Maksymilian de Beauharnais 1817–1852 książę Leuchtenberg |                                                         |                                                         | Maria Nikołajewna Romanowa 1819–1876                    | Maria Nikołajewna Romanowa 1819–1876                    | Maria Nikołajewna Romanowa 1819–1876               | Maria Nikołajewna Romanowa 1819–1876               | Maria Nikołajewna Romanowa 1819–1876               | Maria Nikołajewna Romanowa 1819–1876               |                            |                            |                                  |                                  |                                  |                                  |                                  |                                  |  |  |  |  |
|                                                                    |                                                                    |                                                                    |                                                                    |                                                                    |                                                                    |  |  |                                                    |                                                    |                                                    |                                                    |                                                    |                                                    |                           |                           |                                                              |                                                              |                                                              |                                                              |                                                              |                                                              |                                                      |                                                      |                                                               |                                                               |                                                               |                                                               |                                                               |                                                               |                                                               |                                                               |                                                               |                                                               |                                   |                                   |                                                    |                                                    |                                                    |                                                    |                                                       |                                                       |                                                       |                                                       |                                                       |                                                       |                        |                        |                                    |                                    |                                    |                                    |                                    |                                    |                                   |                                   |                                            |                                            |                                            |                                            |                                            |                                            |                                |                                |                                                        |                                                        |                                                        |                                                        |                                                        |                                                        |                                  |                                  |                                             |                                             |                                             |                                             |                                             |                                             |  |  |                                        |                                        |                                        |                                        |                                        |                                        |  |  |                                                          |                                                          |                                                          |                                                          |                                                          |                                                          |                                                         |                                                         |                                                         |                                                         |                                                    |                                                    |                                                    |                                                    |                            |                            |                                  |                                  |                                  |                                  |                                  |                                  |  |  |  |  |
|                                                                    |                                                                    |                                                                    |                                                                    |                                                                    |                                                                    |  |  |                                                    |                                                    |                                                    |                                                    |                                                    |                                                    |                           |                           |                                                              |                                                              |                                                              |                                                              |                                                              |                                                              |                                                      |                                                      |                                                               |                                                               |                                                               |                                                               |                                                               |                                                               |                                                               |                                                               |                                                               |                                                               |                                   |                                   |                                                    |                                                    |                                                    |                                                    |                                                       |                                                       |                                                       |                                                       |                                                       |                                                       |                        |                        |                                    |                                    |                                    |                                    |                                    |                                    |                                   |                                   |                                            |                                            |                                            |                                            |                                            |                                            |                                |                                |                                                        |                                                        |                                                        |                                                        |                                                        |                                                        |                                  |                                  |                                             |                                             |                                             |                                             |                                             |                                             |  |  |                                        |                                        |                                        |                                        |                                        |                                        |  |  |                                                          |                                                          |                                                          |                                                          |                                                          |                                                          |                                                         |                                                         |                                                         |                                                         |                                                    |                                                    |                                                    |                                                    |                            |                            |                                  |                                  |                                  |                                  |                                  |                                  |  |  |  |  |
| Aleksandra de Beauharnais 1840–1843                                | Aleksandra de Beauharnais 1840–1843                                | Aleksandra de Beauharnais 1840–1843                                | Aleksandra de Beauharnais 1840–1843                                | Aleksandra de Beauharnais 1840–1843                                | Aleksandra de Beauharnais 1840–1843                                |  |  | Maria de Beauharnais 1841–1914                     | Maria de Beauharnais 1841–1914                     | Maria de Beauharnais 1841–1914                     | Maria de Beauharnais 1841–1914                     | Maria de Beauharnais 1841–1914                     | Maria de Beauharnais 1841–1914                     |                           |                           | Ludwik Wilhelm Badeński 1829–1897                            | Ludwik Wilhelm Badeński 1829–1897                            | Ludwik Wilhelm Badeński 1829–1897                            | Ludwik Wilhelm Badeński 1829–1897                            | Ludwik Wilhelm Badeński 1829–1897                            | Ludwik Wilhelm Badeński 1829–1897                            |                                                      |                                                      | Mikołaj de Beauharnais 1843–1891 książę Leuchtenberg          | Mikołaj de Beauharnais 1843–1891 książę Leuchtenberg          | Mikołaj de Beauharnais 1843–1891 książę Leuchtenberg          | Mikołaj de Beauharnais 1843–1891 książę Leuchtenberg          | Mikołaj de Beauharnais 1843–1891 książę Leuchtenberg          | Mikołaj de Beauharnais 1843–1891 książę Leuchtenberg          |                                                               |                                                               | Nadjeżdża Annekowa 1840–1891                                  | Nadjeżdża Annekowa 1840–1891                                  | Nadjeżdża Annekowa 1840–1891      | Nadjeżdża Annekowa 1840–1891      | Nadjeżdża Annekowa 1840–1891                       | Nadjeżdża Annekowa 1840–1891                       |                                                    |                                                    | Eugenia de Beauharnais 1845–1925                      | Eugenia de Beauharnais 1845–1925                      | Eugenia de Beauharnais 1845–1925                      | Eugenia de Beauharnais 1845–1925                      | Eugenia de Beauharnais 1845–1925                      | Eugenia de Beauharnais 1845–1925                      |                        |                        | Aleksander von Oldenburg 1844–1932 | Aleksander von Oldenburg 1844–1932 | Aleksander von Oldenburg 1844–1932 | Aleksander von Oldenburg 1844–1932 | Aleksander von Oldenburg 1844–1932 | Aleksander von Oldenburg 1844–1932 |                                   |                                   | Daria Opoczina 1845–1870                   | Daria Opoczina 1845–1870                   | Daria Opoczina 1845–1870                   | Daria Opoczina 1845–1870                   | Daria Opoczina 1845–1870                   | Daria Opoczina 1845–1870                   |                                |                                | Eugeniusz de Beauharnais 1847–1901 książę Leuchtenberg | Eugeniusz de Beauharnais 1847–1901 książę Leuchtenberg | Eugeniusz de Beauharnais 1847–1901 książę Leuchtenberg | Eugeniusz de Beauharnais 1847–1901 książę Leuchtenberg | Eugeniusz de Beauharnais 1847–1901 książę Leuchtenberg | Eugeniusz de Beauharnais 1847–1901 książę Leuchtenberg |                                  |                                  | Zinaida Skobelewa 1878–1899                 | Zinaida Skobelewa 1878–1899                 | Zinaida Skobelewa 1878–1899                 | Zinaida Skobelewa 1878–1899                 | Zinaida Skobelewa 1878–1899                 | Zinaida Skobelewa 1878–1899                 |  |  | Sergiusz de Beauharnais 1849–1877      | Sergiusz de Beauharnais 1849–1877      | Sergiusz de Beauharnais 1849–1877      | Sergiusz de Beauharnais 1849–1877      | Sergiusz de Beauharnais 1849–1877      | Sergiusz de Beauharnais 1849–1877      |  |  | Teresa von Oldenburg 1852–1883                           | Teresa von Oldenburg 1852–1883                           | Teresa von Oldenburg 1852–1883                           | Teresa von Oldenburg 1852–1883                           | Teresa von Oldenburg 1852–1883                           | Teresa von Oldenburg 1852–1883                           |                                                         |                                                         | Jerzy de Beauharnais 1852–1912 książę Leuchtenberg      | Jerzy de Beauharnais 1852–1912 książę Leuchtenberg      | Jerzy de Beauharnais 1852–1912 książę Leuchtenberg | Jerzy de Beauharnais 1852–1912 książę Leuchtenberg | Jerzy de Beauharnais 1852–1912 książę Leuchtenberg | Jerzy de Beauharnais 1852–1912 książę Leuchtenberg |                            |                            | Anastazja Czarnogórska 1868–1935 | Anastazja Czarnogórska 1868–1935 | Anastazja Czarnogórska 1868–1935 | Anastazja Czarnogórska 1868–1935 | Anastazja Czarnogórska 1868–1935 | Anastazja Czarnogórska 1868–1935 |  |  |  |  |
| Aleksandra de Beauharnais 1840–1843                                | Aleksandra de Beauharnais 1840–1843                                | Aleksandra de Beauharnais 1840–1843                                | Aleksandra de Beauharnais 1840–1843                                | Aleksandra de Beauharnais 1840–1843                                | Aleksandra de Beauharnais 1840–1843                                |  |  | Maria de Beauharnais 1841–1914                     | Maria de Beauharnais 1841–1914                     | Maria de Beauharnais 1841–1914                     | Maria de Beauharnais 1841–1914                     | Maria de Beauharnais 1841–1914                     | Maria de Beauharnais 1841–1914                     |                           |                           | Ludwik Wilhelm Badeński 1829–1897                            | Ludwik Wilhelm Badeński 1829–1897                            | Ludwik Wilhelm Badeński 1829–1897                            | Ludwik Wilhelm Badeński 1829–1897                            | Ludwik Wilhelm Badeński 1829–1897                            | Ludwik Wilhelm Badeński 1829–1897                            |                                                      |                                                      | Mikołaj de Beauharnais 1843–1891 książę Leuchtenberg          | Mikołaj de Beauharnais 1843–1891 książę Leuchtenberg          | Mikołaj de Beauharnais 1843–1891 książę Leuchtenberg          | Mikołaj de Beauharnais 1843–1891 książę Leuchtenberg          | Mikołaj de Beauharnais 1843–1891 książę Leuchtenberg          | Mikołaj de Beauharnais 1843–1891 książę Leuchtenberg          |                                                               |                                                               | Nadjeżdża Annekowa 1840–1891                                  | Nadjeżdża Annekowa 1840–1891                                  | Nadjeżdża Annekowa 1840–1891      | Nadjeżdża Annekowa 1840–1891      | Nadjeżdża Annekowa 1840–1891                       | Nadjeżdża Annekowa 1840–1891                       |                                                    |                                                    | Eugenia de Beauharnais 1845–1925                      | Eugenia de Beauharnais 1845–1925                      | Eugenia de Beauharnais 1845–1925                      | Eugenia de Beauharnais 1845–1925                      | Eugenia de Beauharnais 1845–1925                      | Eugenia de Beauharnais 1845–1925                      |                        |                        | Aleksander von Oldenburg 1844–1932 | Aleksander von Oldenburg 1844–1932 | Aleksander von Oldenburg 1844–1932 | Aleksander von Oldenburg 1844–1932 | Aleksander von Oldenburg 1844–1932 | Aleksander von Oldenburg 1844–1932 |                                   |                                   | Daria Opoczina 1845–1870                   | Daria Opoczina 1845–1870                   | Daria Opoczina 1845–1870                   | Daria Opoczina 1845–1870                   | Daria Opoczina 1845–1870                   | Daria Opoczina 1845–1870                   |                                |                                | Eugeniusz de Beauharnais 1847–1901 książę Leuchtenberg | Eugeniusz de Beauharnais 1847–1901 książę Leuchtenberg | Eugeniusz de Beauharnais 1847–1901 książę Leuchtenberg | Eugeniusz de Beauharnais 1847–1901 książę Leuchtenberg | Eugeniusz de Beauharnais 1847–1901 książę Leuchtenberg | Eugeniusz de Beauharnais 1847–1901 książę Leuchtenberg |                                  |                                  | Zinaida Skobelewa 1878–1899                 | Zinaida Skobelewa 1878–1899                 | Zinaida Skobelewa 1878–1899                 | Zinaida Skobelewa 1878–1899                 | Zinaida Skobelewa 1878–1899                 | Zinaida Skobelewa 1878–1899                 |  |  | Sergiusz de Beauharnais 1849–1877      | Sergiusz de Beauharnais 1849–1877      | Sergiusz de Beauharnais 1849–1877      | Sergiusz de Beauharnais 1849–1877      | Sergiusz de Beauharnais 1849–1877      | Sergiusz de Beauharnais 1849–1877      |  |  | Teresa von Oldenburg 1852–1883                           | Teresa von Oldenburg 1852–1883                           | Teresa von Oldenburg 1852–1883                           | Teresa von Oldenburg 1852–1883                           | Teresa von Oldenburg 1852–1883                           | Teresa von Oldenburg 1852–1883                           |                                                         |                                                         | Jerzy de Beauharnais 1852–1912 książę Leuchtenberg      | Jerzy de Beauharnais 1852–1912 książę Leuchtenberg      | Jerzy de Beauharnais 1852–1912 książę Leuchtenberg | Jerzy de Beauharnais 1852–1912 książę Leuchtenberg | Jerzy de Beauharnais 1852–1912 książę Leuchtenberg | Jerzy de Beauharnais 1852–1912 książę Leuchtenberg |                            |                            | Anastazja Czarnogórska 1868–1935 | Anastazja Czarnogórska 1868–1935 | Anastazja Czarnogórska 1868–1935 | Anastazja Czarnogórska 1868–1935 | Anastazja Czarnogórska 1868–1935 | Anastazja Czarnogórska 1868–1935 |  |  |  |  |
|                                                                    |                                                                    |                                                                    |                                                                    |                                                                    |                                                                    |  |  |                                                    |                                                    |                                                    |                                                    |                                                    |                                                    |                           |                           |                                                              |                                                              |                                                              |                                                              |                                                              |                                                              |                                                      |                                                      |                                                               |                                                               |                                                               |                                                               |                                                               |                                                               |                                                               |                                                               |                                                               |                                                               |                                   |                                   |                                                    |                                                    |                                                    |                                                    |                                                       |                                                       |                                                       |                                                       |                                                       |                                                       |                        |                        |                                    |                                    |                                    |                                    |                                    |                                    |                                   |                                   |                                            |                                            |                                            |                                            |                                            |                                            |                                |                                |                                                        |                                                        |                                                        |                                                        |                                                        |                                                        |                                  |                                  |                                             |                                             |                                             |                                             |                                             |                                             |  |  |                                        |                                        |                                        |                                        |                                        |                                        |  |  |                                                          |                                                          |                                                          |                                                          |                                                          |                                                          |                                                         |                                                         |                                                         |                                                         |                                                    |                                                    |                                                    |                                                    |                            |                            |                                  |                                  |                                  |                                  |                                  |                                  |  |  |  |  |
|                                                                    |                                                                    |                                                                    |                                                                    |                                                                    |                                                                    |  |  |                                                    |                                                    |                                                    |                                                    |                                                    |                                                    |                           |                           |                                                              |                                                              |                                                              |                                                              |                                                              |                                                              |                                                      |                                                      |                                                               |                                                               |                                                               |                                                               |                                                               |                                                               |                                                               |                                                               |                                                               |                                                               |                                   |                                   |                                                    |                                                    |                                                    |                                                    |                                                       |                                                       |                                                       |                                                       |                                                       |                                                       |                        |                        |                                    |                                    |                                    |                                    |                                    |                                    |                                   |                                   |                                            |                                            |                                            |                                            |                                            |                                            |                                |                                |                                                        |                                                        |                                                        |                                                        |                                                        |                                                        |                                  |                                  |                                             |                                             |                                             |                                             |                                             |                                             |  |  |                                        |                                        |                                        |                                        |                                        |                                        |  |  |                                                          |                                                          |                                                          |                                                          |                                                          |                                                          |                                                         |                                                         |                                                         |                                                         |                                                    |                                                    |                                                    |                                                    |                            |                            |                                  |                                  |                                  |                                  |                                  |                                  |  |  |  |  |
|                                                                    |                                                                    |                                                                    |                                                                    |                                                                    |                                                                    |  |  |                                                    |                                                    |                                                    |                                                    |                                                    |                                                    |                           |                           |                                                              |                                                              |                                                              |                                                              | Mikołaj de Beauharnais 1868–1928 książę Leuchtenberg         | Mikołaj de Beauharnais 1868–1928 książę Leuchtenberg         | Mikołaj de Beauharnais 1868–1928 książę Leuchtenberg | Mikołaj de Beauharnais 1868–1928 książę Leuchtenberg | Mikołaj de Beauharnais 1868–1928 książę Leuchtenberg          | Mikołaj de Beauharnais 1868–1928 książę Leuchtenberg          |                                                               |                                                               | Maria Grabee 1869–1948                                        | Maria Grabee 1869–1948                                        | Maria Grabee 1869–1948                                        | Maria Grabee 1869–1948                                        | Maria Grabee 1869–1948                                        | Maria Grabee 1869–1948                                        |                                   |                                   | Jerzy de Beauharnais 1872–1929 książę Leuchtenberg | Jerzy de Beauharnais 1872–1929 książę Leuchtenberg | Jerzy de Beauharnais 1872–1929 książę Leuchtenberg | Jerzy de Beauharnais 1872–1929 książę Leuchtenberg | Jerzy de Beauharnais 1872–1929 książę Leuchtenberg    | Jerzy de Beauharnais 1872–1929 książę Leuchtenberg    |                                                       |                                                       | Olga Repnina 1872–1953                                | Olga Repnina 1872–1953                                | Olga Repnina 1872–1953 | Olga Repnina 1872–1953 | Olga Repnina 1872–1953             | Olga Repnina 1872–1953             |                                    |                                    | Leon 1862–1927 książę Kotrzerbski  | Leon 1862–1927 książę Kotrzerbski  | Leon 1862–1927 książę Kotrzerbski | Leon 1862–1927 książę Kotrzerbski | Leon 1862–1927 książę Kotrzerbski          | Leon 1862–1927 książę Kotrzerbski          |                                            |                                            | Daria de Beauharnais 1870–1937             | Daria de Beauharnais 1870–1937             | Daria de Beauharnais 1870–1937 | Daria de Beauharnais 1870–1937 | Daria de Beauharnais 1870–1937                         | Daria de Beauharnais 1870–1937                         |                                                        |                                                        | Waldemar 1872–1916 pan Gravenitz                       | Waldemar 1872–1916 pan Gravenitz                       | Waldemar 1872–1916 pan Gravenitz | Waldemar 1872–1916 pan Gravenitz | Waldemar 1872–1916 pan Gravenitz            | Waldemar 1872–1916 pan Gravenitz            |                                             |                                             |                                             |                                             |  |  |                                        |                                        |                                        |                                        |                                        |                                        |  |  |                                                          |                                                          |                                                          |                                                          | Aleksander de Beauharnais 1881–1942 książę Leuchtenberg  | Aleksander de Beauharnais 1881–1942 książę Leuchtenberg  | Aleksander de Beauharnais 1881–1942 książę Leuchtenberg | Aleksander de Beauharnais 1881–1942 książę Leuchtenberg | Aleksander de Beauharnais 1881–1942 książę Leuchtenberg | Aleksander de Beauharnais 1881–1942 książę Leuchtenberg |                                                    |                                                    | Nadjeżda Caralli 1883–1964                         | Nadjeżda Caralli 1883–1964                         | Nadjeżda Caralli 1883–1964 | Nadjeżda Caralli 1883–1964 | Nadjeżda Caralli 1883–1964       | Nadjeżda Caralli 1883–1964       |                                  |                                  |                                  |                                  |  |  |  |  |
|                                                                    |                                                                    |                                                                    |                                                                    |                                                                    |                                                                    |  |  |                                                    |                                                    |                                                    |                                                    |                                                    |                                                    |                           |                           |                                                              |                                                              |                                                              |                                                              | Mikołaj de Beauharnais 1868–1928 książę Leuchtenberg         | Mikołaj de Beauharnais 1868–1928 książę Leuchtenberg         | Mikołaj de Beauharnais 1868–1928 książę Leuchtenberg | Mikołaj de Beauharnais 1868–1928 książę Leuchtenberg | Mikołaj de Beauharnais 1868–1928 książę Leuchtenberg          | Mikołaj de Beauharnais 1868–1928 książę Leuchtenberg          |                                                               |                                                               | Maria Grabee 1869–1948                                        | Maria Grabee 1869–1948                                        | Maria Grabee 1869–1948                                        | Maria Grabee 1869–1948                                        | Maria Grabee 1869–1948                                        | Maria Grabee 1869–1948                                        |                                   |                                   | Jerzy de Beauharnais 1872–1929 książę Leuchtenberg | Jerzy de Beauharnais 1872–1929 książę Leuchtenberg | Jerzy de Beauharnais 1872–1929 książę Leuchtenberg | Jerzy de Beauharnais 1872–1929 książę Leuchtenberg | Jerzy de Beauharnais 1872–1929 książę Leuchtenberg    | Jerzy de Beauharnais 1872–1929 książę Leuchtenberg    |                                                       |                                                       | Olga Repnina 1872–1953                                | Olga Repnina 1872–1953                                | Olga Repnina 1872–1953 | Olga Repnina 1872–1953 | Olga Repnina 1872–1953             | Olga Repnina 1872–1953             |                                    |                                    | Leon 1862–1927 książę Kotrzerbski  | Leon 1862–1927 książę Kotrzerbski  | Leon 1862–1927 książę Kotrzerbski | Leon 1862–1927 książę Kotrzerbski | Leon 1862–1927 książę Kotrzerbski          | Leon 1862–1927 książę Kotrzerbski          |                                            |                                            | Daria de Beauharnais 1870–1937             | Daria de Beauharnais 1870–1937             | Daria de Beauharnais 1870–1937 | Daria de Beauharnais 1870–1937 | Daria de Beauharnais 1870–1937                         | Daria de Beauharnais 1870–1937                         |                                                        |                                                        | Waldemar 1872–1916 pan Gravenitz                       | Waldemar 1872–1916 pan Gravenitz                       | Waldemar 1872–1916 pan Gravenitz | Waldemar 1872–1916 pan Gravenitz | Waldemar 1872–1916 pan Gravenitz            | Waldemar 1872–1916 pan Gravenitz            |                                             |                                             |                                             |                                             |  |  |                                        |                                        |                                        |                                        |                                        |                                        |  |  |                                                          |                                                          |                                                          |                                                          | Aleksander de Beauharnais 1881–1942 książę Leuchtenberg  | Aleksander de Beauharnais 1881–1942 książę Leuchtenberg  | Aleksander de Beauharnais 1881–1942 książę Leuchtenberg | Aleksander de Beauharnais 1881–1942 książę Leuchtenberg | Aleksander de Beauharnais 1881–1942 książę Leuchtenberg | Aleksander de Beauharnais 1881–1942 książę Leuchtenberg |                                                    |                                                    | Nadjeżda Caralli 1883–1964                         | Nadjeżda Caralli 1883–1964                         | Nadjeżda Caralli 1883–1964 | Nadjeżda Caralli 1883–1964 | Nadjeżda Caralli 1883–1964       | Nadjeżda Caralli 1883–1964       |                                  |                                  |                                  |                                  |  |  |  |  |
|                                                                    |                                                                    |                                                                    |                                                                    |                                                                    |                                                                    |  |  |                                                    |                                                    |                                                    |                                                    |                                                    |                                                    |                           |                           |                                                              |                                                              |                                                              |                                                              |                                                              |                                                              |                                                      |                                                      |                                                               |                                                               |                                                               |                                                               |                                                               |                                                               |                                                               |                                                               |                                                               |                                                               |                                   |                                   |                                                    |                                                    |                                                    |                                                    |                                                       |                                                       |                                                       |                                                       |                                                       |                                                       |                        |                        |                                    |                                    |                                    |                                    |                                    |                                    |                                   |                                   |                                            |                                            |                                            |                                            |                                            |                                            |                                |                                |                                                        |                                                        |                                                        |                                                        |                                                        |                                                        |                                  |                                  |                                             |                                             |                                             |                                             |                                             |                                             |  |  |                                        |                                        |                                        |                                        |                                        |                                        |  |  |                                                          |                                                          |                                                          |                                                          |                                                          |                                                          |                                                         |                                                         |                                                         |                                                         |                                                    |                                                    |                                                    |                                                    |                            |                            |                                  |                                  |                                  |                                  |                                  |                                  |  |  |  |  |
|                                                                    |                                                                    |                                                                    |                                                                    |                                                                    |                                                                    |  |  |                                                    |                                                    |                                                    |                                                    |                                                    |                                                    |                           |                           | Olga Fomin 1898–1921                                         | Olga Fomin 1898–1921                                         | Olga Fomin 1898–1921                                         | Olga Fomin 1898–1921                                         | Olga Fomin 1898–1921                                         | Olga Fomin 1898–1921                                         |                                                      |                                                      | Mikołaj de Beauharnais 1896–1937 książę Leuchtenberg          | Mikołaj de Beauharnais 1896–1937 książę Leuchtenberg          | Mikołaj de Beauharnais 1896–1937 książę Leuchtenberg          | Mikołaj de Beauharnais 1896–1937 książę Leuchtenberg          | Mikołaj de Beauharnais 1896–1937 książę Leuchtenberg          | Mikołaj de Beauharnais 1896–1937 książę Leuchtenberg          |                                                               |                                                               | Elżbieta Müller-Himmler 1906–1999                             | Elżbieta Müller-Himmler 1906–1999                             | Elżbieta Müller-Himmler 1906–1999 | Elżbieta Müller-Himmler 1906–1999 | Elżbieta Müller-Himmler 1906–1999                  | Elżbieta Müller-Himmler 1906–1999                  |                                                    |                                                    | sześcioro dzieci                                      | sześcioro dzieci                                      | sześcioro dzieci                                      | sześcioro dzieci                                      | sześcioro dzieci                                      | sześcioro dzieci                                      |                        |                        |                                    |                                    |                                    |                                    |                                    |                                    |                                   |                                   |                                            |                                            |                                            |                                            |                                            |                                            |                                |                                |                                                        |                                                        |                                                        |                                                        |                                                        |                                                        |                                  |                                  |                                             |                                             |                                             |                                             |                                             |                                             |  |  |                                        |                                        |                                        |                                        |                                        |                                        |  |  |                                                          |                                                          |                                                          |                                                          |                                                          |                                                          |                                                         |                                                         |                                                         |                                                         |                                                    |                                                    |                                                    |                                                    |                            |                            |                                  |                                  |                                  |                                  |                                  |                                  |  |  |  |  |
|                                                                    |                                                                    |                                                                    |                                                                    |                                                                    |                                                                    |  |  |                                                    |                                                    |                                                    |                                                    |                                                    |                                                    |                           |                           | Olga Fomin 1898–1921                                         | Olga Fomin 1898–1921                                         | Olga Fomin 1898–1921                                         | Olga Fomin 1898–1921                                         | Olga Fomin 1898–1921                                         | Olga Fomin 1898–1921                                         |                                                      |                                                      | Mikołaj de Beauharnais 1896–1937 książę Leuchtenberg          | Mikołaj de Beauharnais 1896–1937 książę Leuchtenberg          | Mikołaj de Beauharnais 1896–1937 książę Leuchtenberg          | Mikołaj de Beauharnais 1896–1937 książę Leuchtenberg          | Mikołaj de Beauharnais 1896–1937 książę Leuchtenberg          | Mikołaj de Beauharnais 1896–1937 książę Leuchtenberg          |                                                               |                                                               | Elżbieta Müller-Himmler 1906–1999                             | Elżbieta Müller-Himmler 1906–1999                             | Elżbieta Müller-Himmler 1906–1999 | Elżbieta Müller-Himmler 1906–1999 | Elżbieta Müller-Himmler 1906–1999                  | Elżbieta Müller-Himmler 1906–1999                  |                                                    |                                                    | sześcioro dzieci                                      | sześcioro dzieci                                      | sześcioro dzieci                                      | sześcioro dzieci                                      | sześcioro dzieci                                      | sześcioro dzieci                                      |                        |                        |                                    |                                    |                                    |                                    |                                    |                                    |                                   |                                   |                                            |                                            |                                            |                                            |                                            |                                            |                                |                                |                                                        |                                                        |                                                        |                                                        |                                                        |                                                        |                                  |                                  |                                             |                                             |                                             |                                             |                                             |                                             |  |  |                                        |                                        |                                        |                                        |                                        |                                        |  |  |                                                          |                                                          |                                                          |                                                          |                                                          |                                                          |                                                         |                                                         |                                                         |                                                         |                                                    |                                                    |                                                    |                                                    |                            |                            |                                  |                                  |                                  |                                  |                                  |                                  |  |  |  |  |
|                                                                    |                                                                    |                                                                    |                                                                    |                                                                    |                                                                    |  |  |                                                    |                                                    |                                                    |                                                    |                                                    |                                                    |                           |                           |                                                              |                                                              |                                                              |                                                              |                                                              |                                                              |                                                      |                                                      |                                                               |                                                               |                                                               |                                                               |                                                               |                                                               |                                                               |                                                               |                                                               |                                                               |                                   |                                   |                                                    |                                                    |                                                    |                                                    |                                                       |                                                       |                                                       |                                                       |                                                       |                                                       |                        |                        |                                    |                                    |                                    |                                    |                                    |                                    |                                   |                                   |                                            |                                            |                                            |                                            |                                            |                                            |                                |                                |                                                        |                                                        |                                                        |                                                        |                                                        |                                                        |                                  |                                  |                                             |                                             |                                             |                                             |                                             |                                             |  |  |                                        |                                        |                                        |                                        |                                        |                                        |  |  |                                                          |                                                          |                                                          |                                                          |                                                          |                                                          |                                                         |                                                         |                                                         |                                                         |                                                    |                                                    |                                                    |                                                    |                            |                            |                                  |                                  |                                  |                                  |                                  |                                  |  |  |  |  |
|                                                                    |                                                                    |                                                                    |                                                                    |                                                                    |                                                                    |  |  |                                                    |                                                    |                                                    |                                                    | Martin von Bruch ur. 1911                          | Martin von Bruch ur. 1911                          | Martin von Bruch ur. 1911 | Martin von Bruch ur. 1911 | Martin von Bruch ur. 1911                                    | Martin von Bruch ur. 1911                                    |                                                              |                                                              | Eugenia de Beauharnais ur. 1921                              | Eugenia de Beauharnais ur. 1921                              | Eugenia de Beauharnais ur. 1921                      | Eugenia de Beauharnais ur. 1921                      | Eugenia de Beauharnais ur. 1921                               | Eugenia de Beauharnais ur. 1921                               |                                                               |                                                               | Mikołaj de Beauharnais ur. 1933 książę Leuchtenberg           | Mikołaj de Beauharnais ur. 1933 książę Leuchtenberg           | Mikołaj de Beauharnais ur. 1933 książę Leuchtenberg           | Mikołaj de Beauharnais ur. 1933 książę Leuchtenberg           | Mikołaj de Beauharnais ur. 1933 książę Leuchtenberg           | Mikołaj de Beauharnais ur. 1933 książę Leuchtenberg           |                                   |                                   | Anna Krystyna Buegge ur. 1936                      | Anna Krystyna Buegge ur. 1936                      | Anna Krystyna Buegge ur. 1936                      | Anna Krystyna Buegge ur. 1936                      | Anna Krystyna Buegge ur. 1936                         | Anna Krystyna Buegge ur. 1936                         |                                                       |                                                       |                                                       |                                                       |                        |                        |                                    |                                    |                                    |                                    |                                    |                                    |                                   |                                   |                                            |                                            |                                            |                                            |                                            |                                            |                                |                                |                                                        |                                                        |                                                        |                                                        |                                                        |                                                        |                                  |                                  |                                             |                                             |                                             |                                             |                                             |                                             |  |  |                                        |                                        |                                        |                                        |                                        |                                        |  |  |                                                          |                                                          |                                                          |                                                          |                                                          |                                                          |                                                         |                                                         |                                                         |                                                         |                                                    |                                                    |                                                    |                                                    |                            |                            |                                  |                                  |                                  |                                  |                                  |                                  |  |  |  |  |
|                                                                    |                                                                    |                                                                    |                                                                    |                                                                    |                                                                    |  |  |                                                    |                                                    |                                                    |                                                    | Martin von Bruch ur. 1911                          | Martin von Bruch ur. 1911                          | Martin von Bruch ur. 1911 | Martin von Bruch ur. 1911 | Martin von Bruch ur. 1911                                    | Martin von Bruch ur. 1911                                    |                                                              |                                                              | Eugenia de Beauharnais ur. 1921                              | Eugenia de Beauharnais ur. 1921                              | Eugenia de Beauharnais ur. 1921                      | Eugenia de Beauharnais ur. 1921                      | Eugenia de Beauharnais ur. 1921                               | Eugenia de Beauharnais ur. 1921                               |                                                               |                                                               | Mikołaj de Beauharnais ur. 1933 książę Leuchtenberg           | Mikołaj de Beauharnais ur. 1933 książę Leuchtenberg           | Mikołaj de Beauharnais ur. 1933 książę Leuchtenberg           | Mikołaj de Beauharnais ur. 1933 książę Leuchtenberg           | Mikołaj de Beauharnais ur. 1933 książę Leuchtenberg           | Mikołaj de Beauharnais ur. 1933 książę Leuchtenberg           |                                   |                                   | Anna Krystyna Buegge ur. 1936                      | Anna Krystyna Buegge ur. 1936                      | Anna Krystyna Buegge ur. 1936                      | Anna Krystyna Buegge ur. 1936                      | Anna Krystyna Buegge ur. 1936                         | Anna Krystyna Buegge ur. 1936                         |                                                       |                                                       |                                                       |                                                       |                        |                        |                                    |                                    |                                    |                                    |                                    |                                    |                                   |                                   |                                            |                                            |                                            |                                            |                                            |                                            |                                |                                |                                                        |                                                        |                                                        |                                                        |                                                        |                                                        |                                  |                                  |                                             |                                             |                                             |                                             |                                             |                                             |  |  |                                        |                                        |                                        |                                        |                                        |                                        |  |  |                                                          |                                                          |                                                          |                                                          |                                                          |                                                          |                                                         |                                                         |                                                         |                                                         |                                                    |                                                    |                                                    |                                                    |                            |                            |                                  |                                  |                                  |                                  |                                  |                                  |  |  |  |  |
|                                                                    |                                                                    |                                                                    |                                                                    |                                                                    |                                                                    |  |  |                                                    |                                                    |                                                    |                                                    |                                                    |                                                    |                           |                           |                                                              |                                                              |                                                              |                                                              |                                                              |                                                              |                                                      |                                                      |                                                               |                                                               |                                                               |                                                               |                                                               |                                                               |                                                               |                                                               |                                                               |                                                               |                                   |                                   |                                                    |                                                    |                                                    |                                                    |                                                       |                                                       |                                                       |                                                       |                                                       |                                                       |                        |                        |                                    |                                    |                                    |                                    |                                    |                                    |                                   |                                   |                                            |                                            |                                            |                                            |                                            |                                            |                                |                                |                                                        |                                                        |                                                        |                                                        |                                                        |                                                        |                                  |                                  |                                             |                                             |                                             |                                             |                                             |                                             |  |  |                                        |                                        |                                        |                                        |                                        |                                        |  |  |                                                          |                                                          |                                                          |                                                          |                                                          |                                                          |                                                         |                                                         |                                                         |                                                         |                                                    |                                                    |                                                    |                                                    |                            |                            |                                  |                                  |                                  |                                  |                                  |                                  |  |  |  |  |
|                                                                    |                                                                    |                                                                    |                                                                    |                                                                    |                                                                    |  |  |                                                    |                                                    |                                                    |                                                    |                                                    |                                                    |                           |                           |                                                              |                                                              |                                                              |                                                              |                                                              |                                                              |                                                      |                                                      |                                                               |                                                               |                                                               |                                                               |                                                               |                                                               |                                                               |                                                               |                                                               |                                                               |                                   |                                   |                                                    |                                                    |                                                    |                                                    |                                                       |                                                       |                                                       |                                                       |                                                       |                                                       |                        |                        |                                    |                                    |                                    |                                    |                                    |                                    |                                   |                                   |                                            |                                            |                                            |                                            |                                            |                                            |                                |                                |                                                        |                                                        |                                                        |                                                        |                                                        |                                                        |                                  |                                  |                                             |                                             |                                             |                                             |                                             |                                             |  |  |                                        |                                        |                                        |                                        |                                        |                                        |  |  |                                                          |                                                          |                                                          |                                                          |                                                          |                                                          |                                                         |                                                         |                                                         |                                                         |                                                    |                                                    |                                                    |                                                    |                            |                            |                                  |                                  |                                  |                                  |                                  |                                  |  |  |  |  |
|                                                                    |                                                                    |                                                                    |                                                                    |                                                                    |                                                                    |  |  |                                                    |                                                    |                                                    |                                                    |                                                    |                                                    |                           |                           |                                                              |                                                              |                                                              |                                                              |                                                              |                                                              |                                                      |                                                      |                                                               |                                                               |                                                               |                                                               | Mikołaj de Brauharnais 1963–2002                              | Mikołaj de Brauharnais 1963–2002                              | Mikołaj de Brauharnais 1963–2002                              | Mikołaj de Brauharnais 1963–2002                              | Mikołaj de Brauharnais 1963–2002                              | Mikołaj de Brauharnais 1963–2002                              |                                   |                                   | Konstantyn de Beauharnais ur. 1965                 | Konstantyn de Beauharnais ur. 1965                 | Konstantyn de Beauharnais ur. 1965                 | Konstantyn de Beauharnais ur. 1965                 | Konstantyn de Beauharnais ur. 1965                    | Konstantyn de Beauharnais ur. 1965                    |                                                       |                                                       |                                                       |                                                       |                        |                        |                                    |                                    |                                    |                                    |                                    |                                    |                                   |                                   |                                            |                                            |                                            |                                            |                                            |                                            |                                |                                |                                                        |                                                        |                                                        |                                                        |                                                        |                                                        |                                  |                                  |                                             |                                             |                                             |                                             |                                             |                                             |  |  |                                        |                                        |                                        |                                        |                                        |                                        |  |  |                                                          |                                                          |                                                          |                                                          |                                                          |                                                          |                                                         |                                                         |                                                         |                                                         |                                                    |                                                    |                                                    |                                                    |                            |                            |                                  |                                  |                                  |                                  |                                  |                                  |  |  |  |  |